# Baiso
Baiso (emilián nyelven Baîṣ) település Olaszországban, Emilia-Romagna régióban, Reggio Emilia megyében. Lakosainak száma 3208 fő (2023. január 1.). Baiso Carpineti, Prignano sulla Secchia, Viano, Castellarano és Toano községekkel határos.

## Népesség
A település népességének változása:
| Lakosok száma | 3285 | 3265 | 3208 |
|               | 2017 | 2018 | 2023 |